# Cyril Knowles
Cyril Barry Knowles (ur. 13 lipca 1944 w Fitzwilliam  – zm. 30 sierpnia 1991 w Middlesbrough) – angielski piłkarz i trener, grający podczas kariery na pozycji lewego obrońcy.

## Kariera klubowa
Profesjonalną karierę Cyril Knowles rozpoczął w drugoligowym Middlesbrough F.C. w 1963. W 1964 przeszedł do pierwszoligowego Tottenhamu Hotspur za sumę 45000 funtów. W barwach Kogutów zadebiutował w premierowym spotkaniu sezonu 1964/65 z Sheffield United. W Tottenhamie występował do końca kariery w 1976. Z Tottenhamem zdobył Puchar Anglii w 1967, dwukrotnie Puchar Ligi Angielskiej w 1971 i 1973. Na arenie międzynarodowej zdobył Puchar UEFA w 1972 (Knowles wystąpił w obu meczach finałowych z Wolverhampton Wanderers). Ogółem w barwach Spurs rozegrał 507 spotkań, w których zdobył 17 bramek.
| Sezon   | Klub                   | Kraj   | Rozgrywki       | Mecze | Bramki |
| ------- | ---------------------- | ------ | --------------- | ----- | ------ |
| 1962/63 | Middlesbrough F.C.     | Anglia | Second Division | 9     | 0      |
| 1963/64 | Middlesbrough F.C.     | Anglia | Second Division | 28    | 0      |
| 1964/65 | Tottenham Hotspur F.C. | Anglia | First Division  | 38    | 0      |
| 1965/66 | Tottenham Hotspur F.C. | Anglia | First Division  | 41    | 3      |
| 1966/67 | Tottenham Hotspur F.C. | Anglia | First Division  | 42    | 1      |
| 1967/68 | Tottenham Hotspur F.C. | Anglia | First Division  | 42    | 0      |
| 1968/69 | Tottenham Hotspur F.C. | Anglia | First Division  | 37    | 2      |
| 1969/70 | Tottenham Hotspur F.C. | Anglia | First Division  | 33    | 0      |
| 1970/71 | Tottenham Hotspur F.C. | Anglia | First Division  | 33    | 0      |
| 1971/72 | Tottenham Hotspur F.C. | Anglia | First Division  | 34    | 2      |
| 1972/73 | Tottenham Hotspur F.C. | Anglia | First Division  | 37    | 0      |
| 1973/74 | Tottenham Hotspur F.C. | Anglia | First Division  | 20    | 2      |
| 1974/75 | Tottenham Hotspur F.C. | Anglia | First Division  | 31    | 5      |
| 1975/76 | Tottenham Hotspur F.C. | Anglia | First Division  | 10    | 0      |

## Kariera reprezentacyjna
W reprezentacji Knowles zadebiutował 6 grudnia 1967 w zremisowanym 2-2 towarzyskim meczu ze ZSRR. Ostatni raz w reprezentacji wystąpił 1 czerwca 1968 w przegranym 0-1 towarzyskim meczu z RFN. W kilka dni później został powołany do kadry Anglii na Mistrzostwa Europy 1968, na którym Anglia wywalczyła brązowy medal. Ogółem w latach 1967-1968 rozegrał w reprezentacji 4 mecze.
| Mecze i gole w reprezentacji | Mecze i gole w reprezentacji | Mecze i gole w reprezentacji | Mecze i gole w reprezentacji | Mecze i gole w reprezentacji | Mecze i gole w reprezentacji | Mecze i gole w reprezentacji |
| #                            | Data                         | Miasto                       | Przeciwnik                   | Gol                          | Wynik                        | Rozgrywki                    |
| ---------------------------- | ---------------------------- | ---------------------------- | ---------------------------- | ---------------------------- | ---------------------------- | ---------------------------- |
| 1.                           | 06.12.1967                   | Londyn                       | ZSRR                         |                              | 2:2                          | towarzyski                   |
| 2.                           | 03.04.1968                   | Londyn                       | Hiszpania                    |                              | 1:0                          | el. ME                       |
| 3.                           | 22.05.1968                   | Londyn                       | Szwecja                      |                              | 3:1                          | towarzyski                   |
| 4.                           | 01.06.1968                   | Hanower                      | RFN                          |                              | 0:1                          | towarzyski                   |

## Kariera trenerska
Po zakończeniu kariery piłkarskiej Knowles został trenerem. W latach 1983–1987 czwartoligowego Darlington. Z Darligton awansował do trzeciej ligi w 1985. Po spadku Darligton z trzeciej ligi w 1987 Knowles odszedł do czwartoligowego Torquay United. Ostatnim klubem w jego trenerskiej karierzy był czwartoligowy Hartlepool United, z którym awansował do trzeciej ligi w 1991. Jego karierę trenerską przerwała przedwczesna śmierć na raka 30 sierpnia 1991.